# Bułgaria na Zimowych Igrzyskach Olimpijskich 1952
Bułgarię na Zimowych Igrzyskach Olimpijskich 1952 reprezentowało 10 zawodników.

## Reprezentanci

### Biegi narciarskie

#### Mężczyźni
| Zawodnik                                             | Konkurencja             | Czas    | Pozycja | Źródło |
| ---------------------------------------------------- | ----------------------- | ------- | ------- | ------ |
| Boris Stoew                                          | 18 km stylem klasycznym | 1:11:46 | 42.     | [ 1 ]  |
| Wasil Grujew                                         | 18 km stylem klasycznym | 1:12:43 | 49.     | [ 1 ]  |
| Iwan Stajkow                                         | 18 km stylem klasycznym | 1:12:47 | 50.     | [ 1 ]  |
| Petyr Kowaczew                                       | 18 km stylem klasycznym | 1:14:35 | 60.     | [ 1 ]  |
| Christo Donczew                                      | 50 km stylem klasycznym | 4:30:35 | 25.     | [ 2 ]  |
| Iwan Stajkow Wasil Grujew Petyr Kowaczew Boris Stoew | Sztafeta 4 × 10 km      | DNF     | DNF     | [ 3 ]  |

### Narciarstwo alpejskie

#### Mężczyźni
| Zawodnik         | Konkurencja   | 1. przejazd | 1. przejazd | 2. przejazd | 2. przejazd | Suma czasów      | Pozycja          | Źródło |
| Zawodnik         | Konkurencja   | Czas        | Pozycja     | Czas        | Pozycja     | Suma czasów      | Pozycja          | Źródło |
| ---------------- | ------------- | ----------- | ----------- | ----------- | ----------- | ---------------- | ---------------- | ------ |
| Georgi Dimitrow  | Zjazd         | 2:49.9      | 30.         | —           | —           | 2:49.9           | 30.              | [ 4 ]  |
| Dimityr Drażew   | Zjazd         | 2:55.6      | 39.         | —           | —           | 2:55.6           | 39.              | [ 4 ]  |
| Georgi Mitrow    | Zjazd         | 3:44.5      | 64.         | —           | —           | 3:44.5           | 64.              | [ 4 ]  |
| Georgi Dimitrow  | Slalom gigant | 2:59.5      | 53.         | —           | —           | 2:59.5           | 53.              | [ 5 ]  |
| Georgi Mitrow    | Slalom gigant | 3:07.4      | 65.         | —           | —           | 3:07.4           | 65.              | [ 5 ]  |
| Dimityr Drażew   | Slalom gigant | 3:17.6      | 72.         | —           | —           | 3:17.6           | 72.              | [ 5 ]  |
| Georgi Dimitrow  | Slalom        | 1:07.0      | 32.         | DSQ         | DSQ         | Nieklasyfikowany | Nieklasyfikowany | [ 6 ]  |
| Dimityr Drażew   | Slalom        | 1:10.1      | 45.         | NQ          | NQ          | NQ               | NQ               | [ 6 ]  |
| Georgi Mitrow    | Slalom        | 1:18.7      | 60.         | NQ          | NQ          | NQ               | NQ               | [ 6 ]  |
| Dimitri Atanasow | Slalom        | 1:22.8      | 69.         | NQ          | NQ          | NQ               | NQ               | [ 6 ]  |